# Tipula mesotergata
Tipula mesotergata är en tvåvingeart som beskrevs av Alexander 1931. Tipula mesotergata ingår i släktet Tipula och familjen storharkrankar. Inga underarter finns listade i Catalogue of Life.